# ملعب كأس العالم بجيجو
ملعب كأس العالم بِجيجو (هانغل: 제주월드컵경기장) هو ملعب كرة قدم يقع في جيجو، كوريا الجنوبية. تبلغ سعة الملعب 42,256 مقعد. اُفتتح يوم 9 ديسمبر 2001 وفي السنة التالية استضاف بعض مباريات كأس العالم لكرة القدم 2002 .

## مباريات كأس العالم لكرة القدم 2002
- البرازيل 4 – 0  الصين
- سلوفينيا 1 – 3  باراغواي
- ألمانيا 1 – 0  باراغواي

## وصلات خارجية
- الموقع الرسمي لنادي جيجو يونايتد (بالكورية)
- ملاعب العالم